# Campanula semisecta
Campanula semisecta är en klockväxtart som beskrevs av Svante Samuel Murbeck. Campanula semisecta ingår i släktet blåklockor, och familjen klockväxter. Inga underarter finns listade i Catalogue of Life.